# Bataille de La Haye-du-Puits
Seconde Guerre mondiale
Batailles
Opérations de débarquement (Neptune)
- Tonga (Deadstick, Batterie de Merville)
- Albany (Chicago, Manoir de Brécourt)
- Boston (Detroit)
- Utah Beach
- Omaha Beach (Pointe du Hoc)
- Gold Beach
- Juno Beach
- Sword Beach

Secteur anglo-canadien
- Caen
- Authie
- Perch (Villers-Bocage)
- Putot
- Bretteville-l'Orgueilleuse
- Norrey
- Mesnil-Patry
- Martlet
- Epsom
- Windsor
- Charnwood
- Jupiter
- Atlantic
- Goodwood
- Crête de Verrières
- Spring
- Bluecoat
- Totalize
- Tractable

Secteur américain
- Carentan
- Cotentin
- Cherbourg (Bombardement)
- Bataille des Haies (Elle, Saint-Lô, La Haye-du-Puits)
- Cobra
- Mortain

Fin de la bataille de Normandie et libération de l'Ouest
- Rennes
- Saint-Malo
- Brest
- Poche de Falaise
- Chambois
- Paris

Mémoire et commémorations
- Cimetières militaires de la bataille de Normandie
- Commémorations du 70e anniversaire
- Projet UNESCO de classement des plages

La bataille de La Haye-du-Puits est un combat entre les forces allemandes et américaines ayant eu lieu lors de la bataille des Haies en juillet 1944 dans le nord du Cotentin.

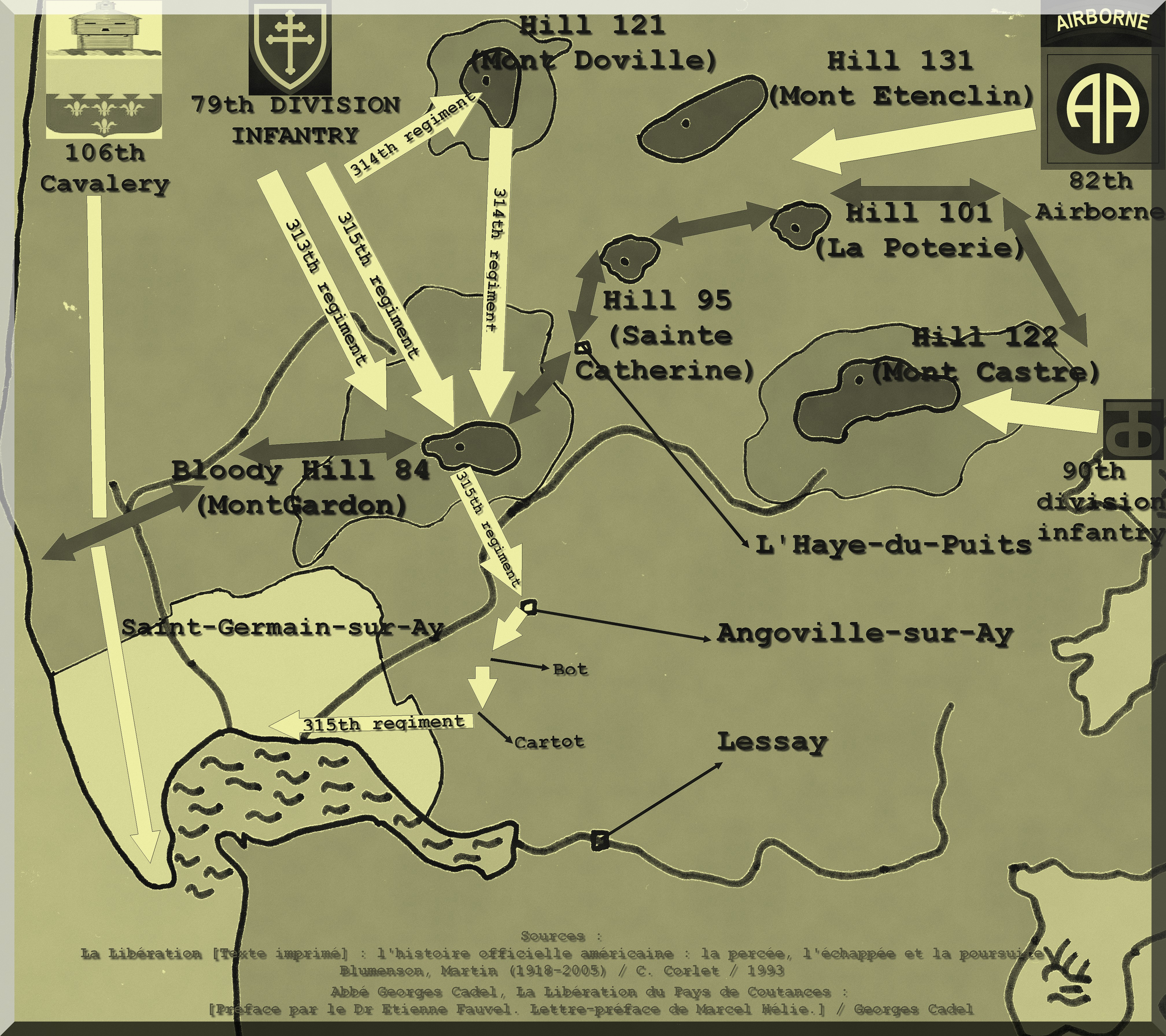
Carte de l'offensive du 3 au 14 juillet.

## Galerie photos
Hommes et matériel

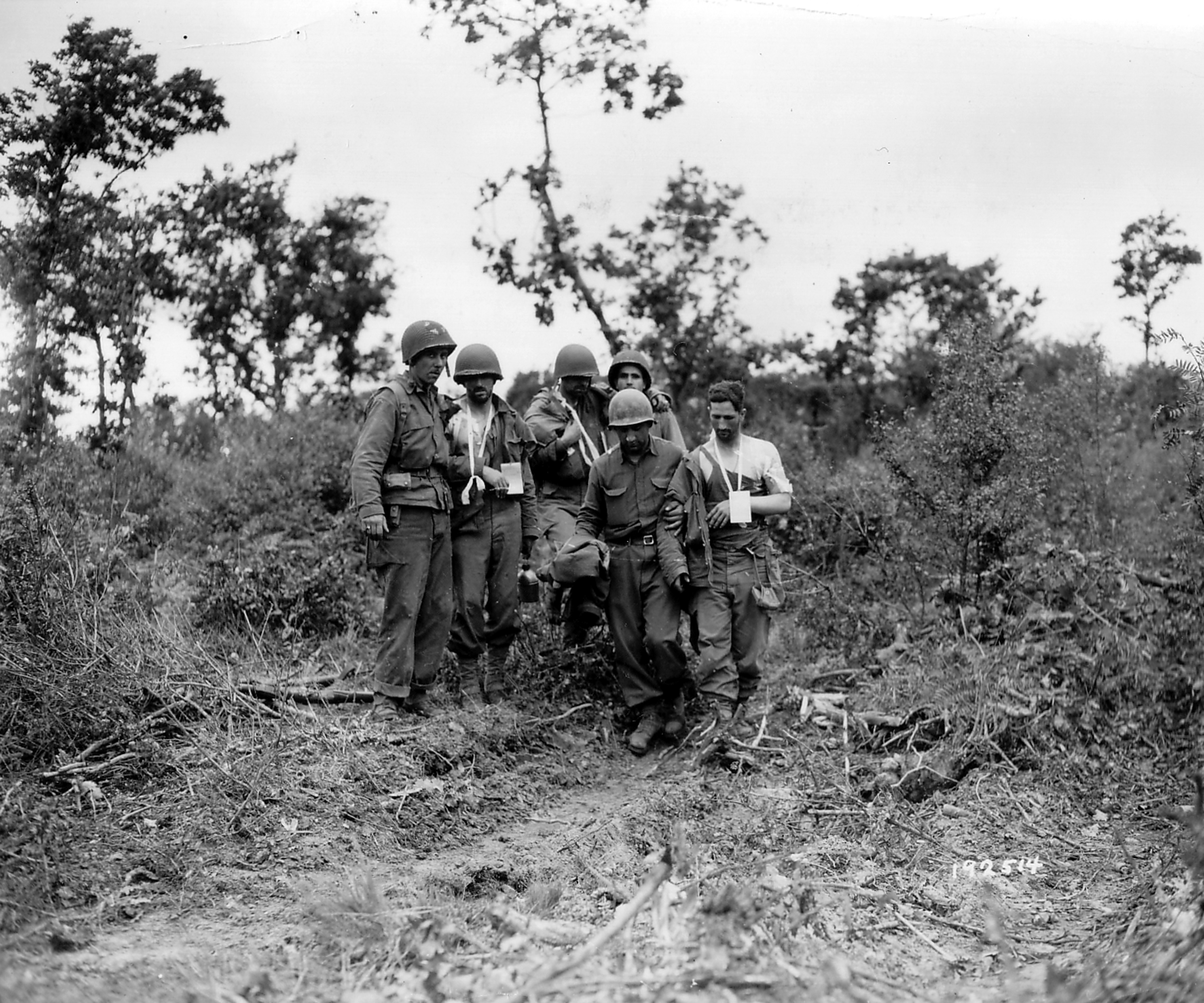
Blessés américains dans le bocage de Bloody Hill (guerre des Haies, Archives B.N).
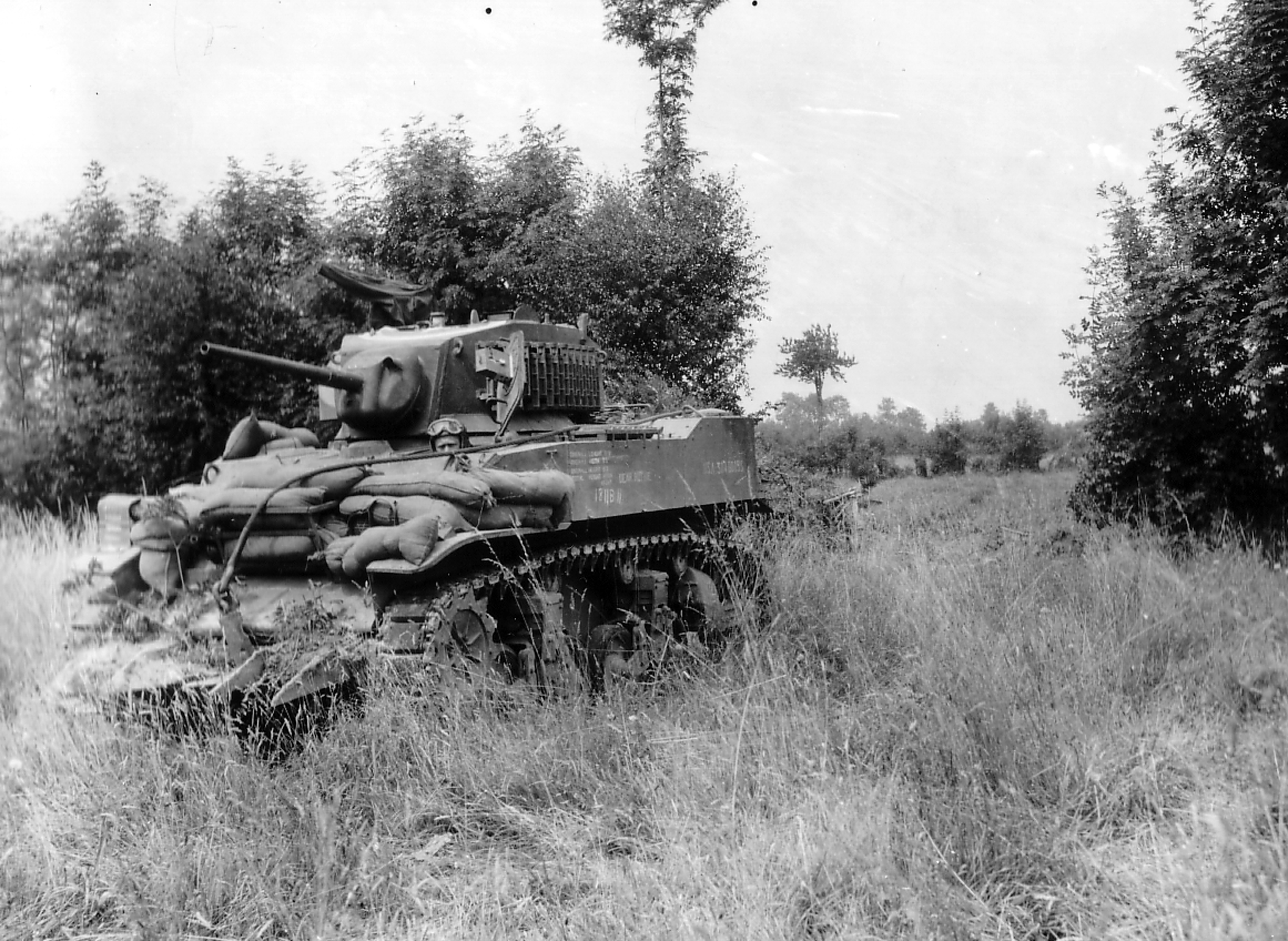
Les chars trouent le bocage pour les troupes (guerre des Haies, Archives B.N).
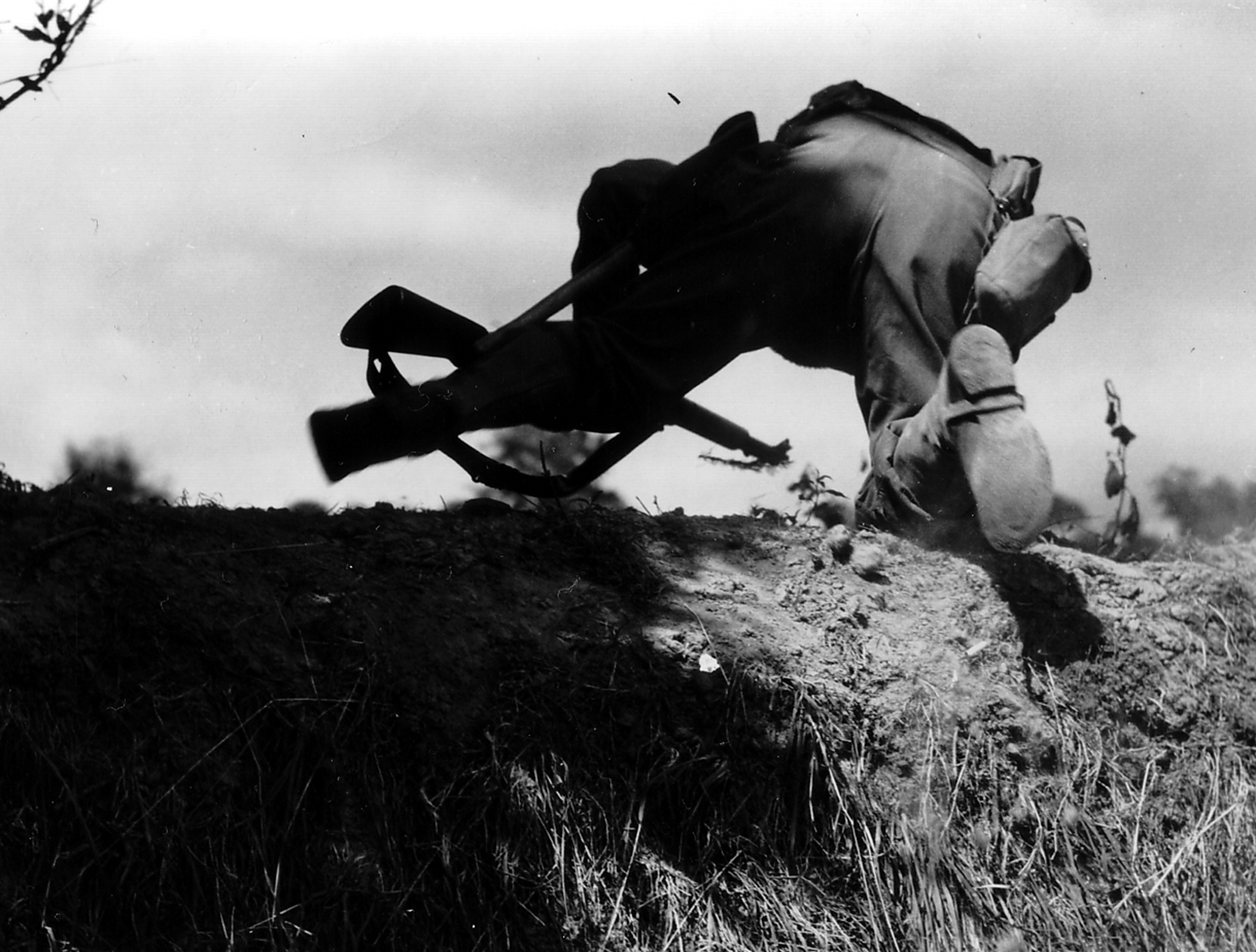
Un GI quittant l'abri d'un talus (guerre des Haies Archives B.N)
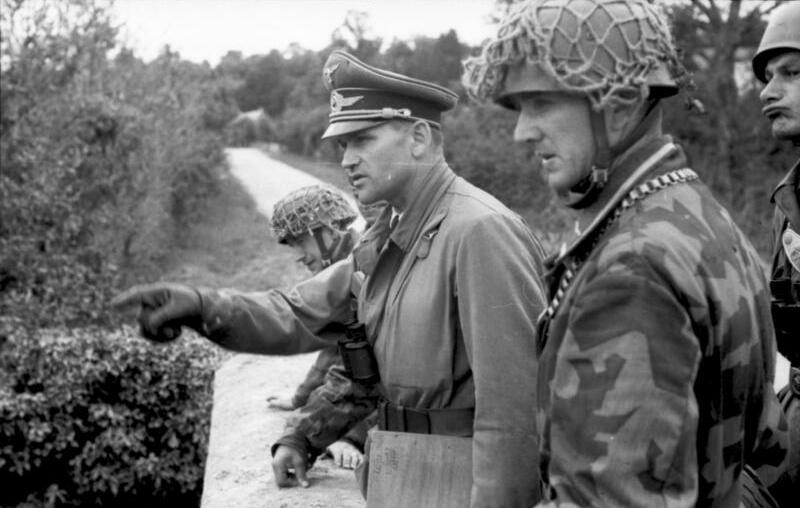
Un officier allemand fait le point avec ses Fallschirmjäger (chasseurs parachutistes).
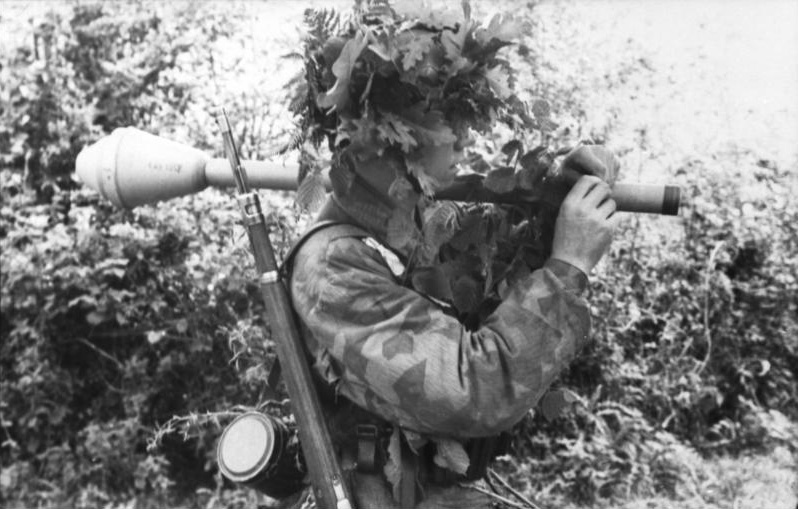
Fallschirmjäger caché avec son Panzerfaust (lance-grenades).

Sites et Monuments

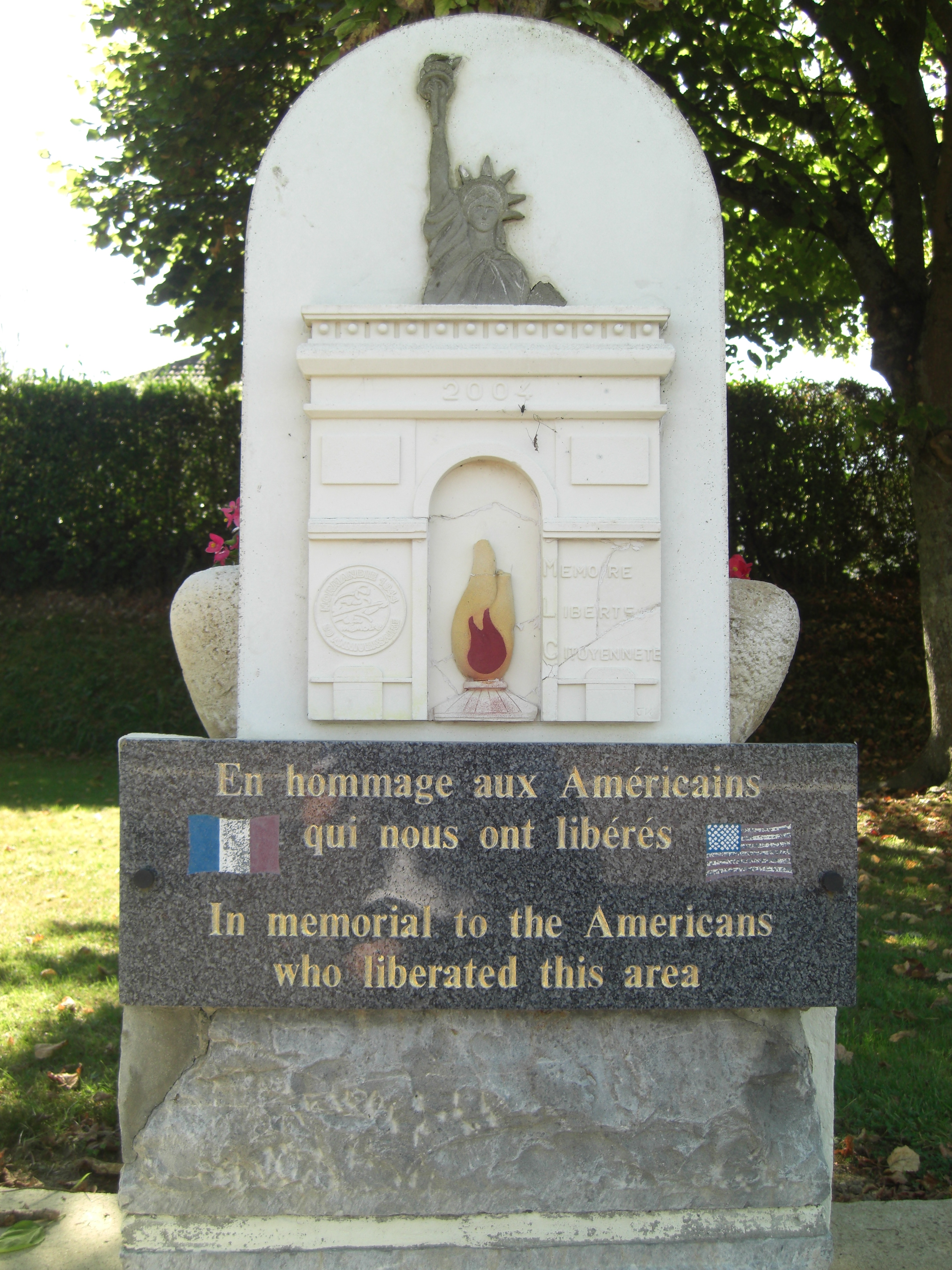
Stèle en mémoire du sacrifice américain à Montgardon.
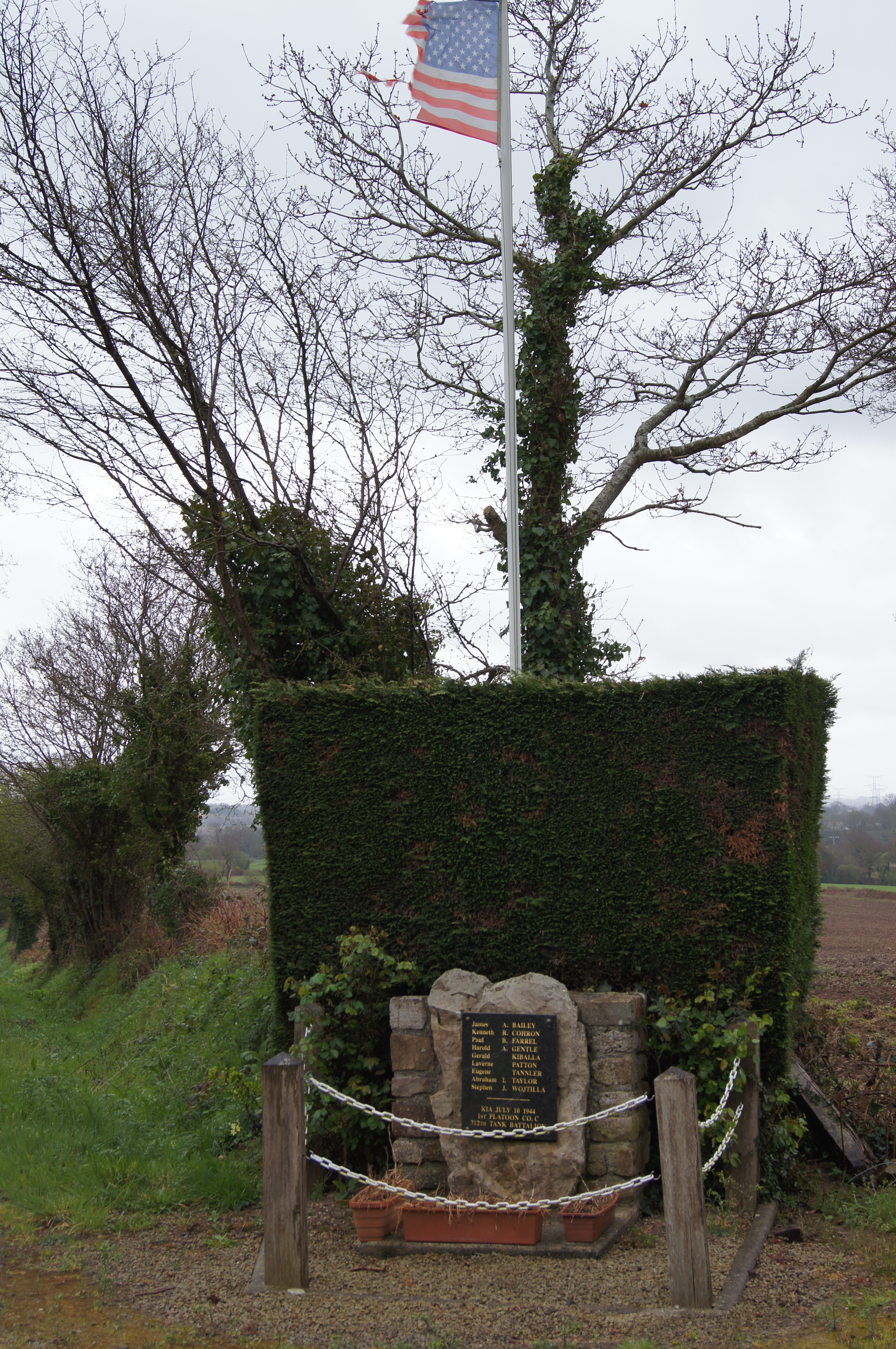
Monument du 712e Tank Bataillon sur le mont Castre au hameau de Beau-Coudray, au Plessis-Lastelle.
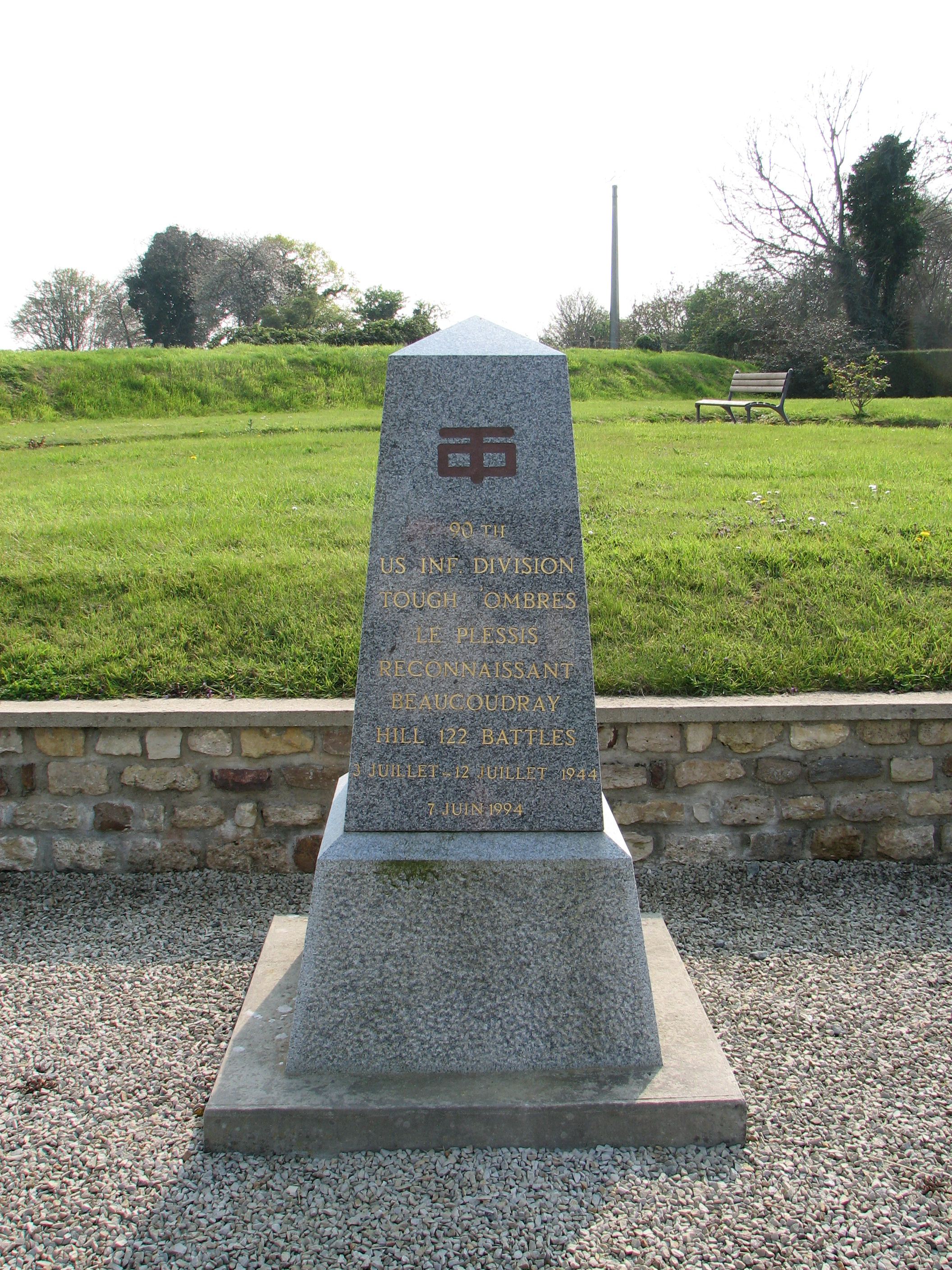
Mémorial 90e Division d'infanterie américaine au Plessis-Lastelle.
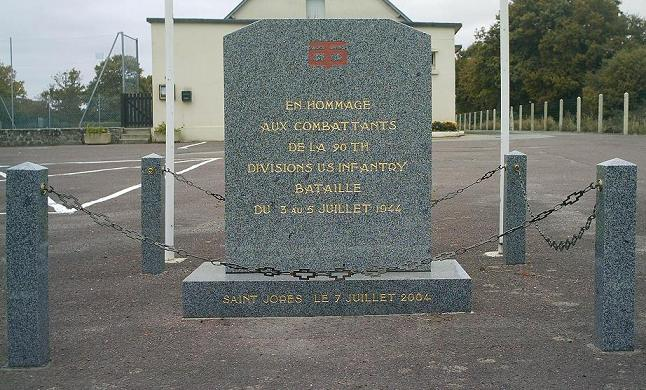
Monument de la 90e à Saint-Jores.
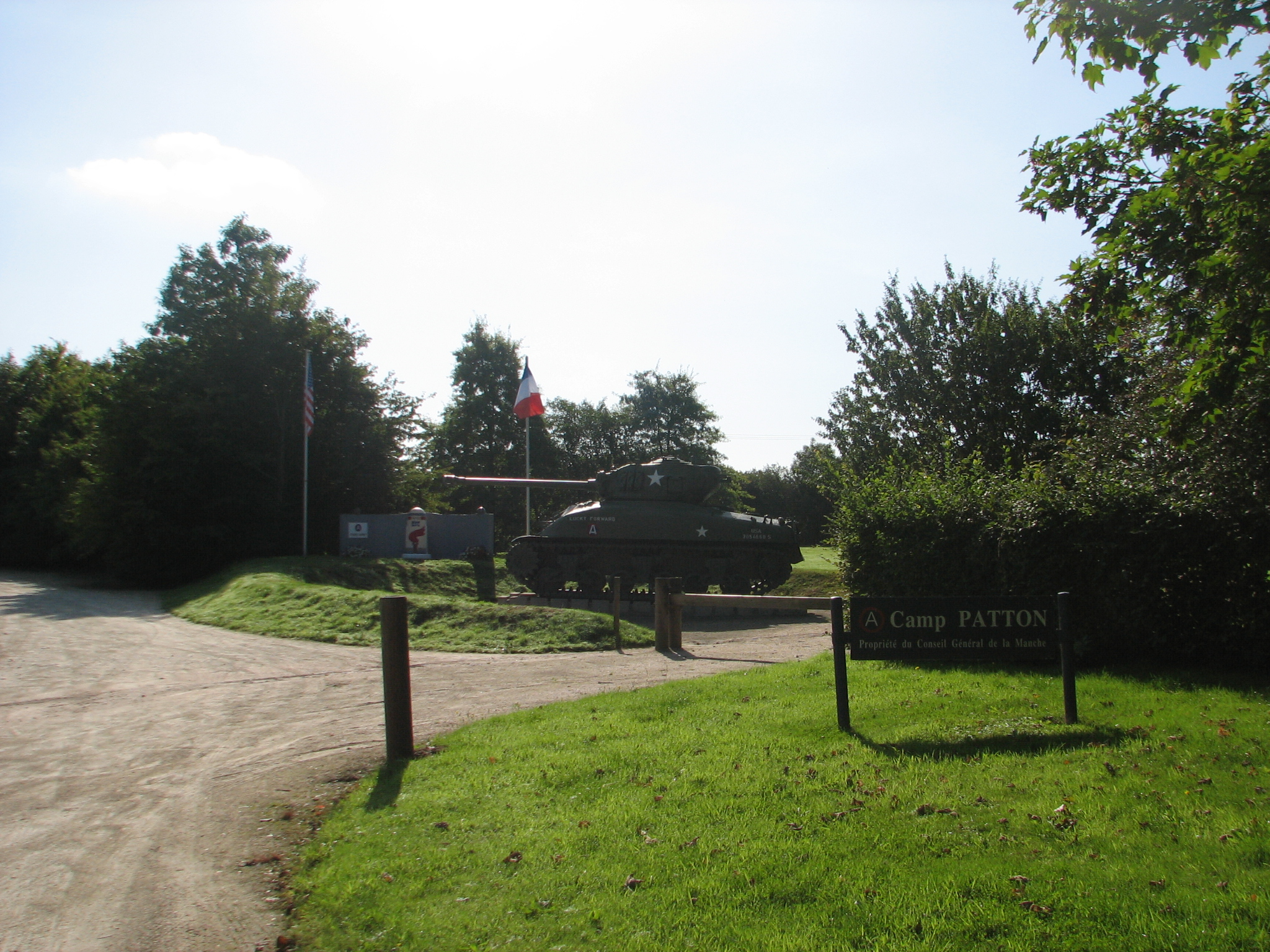
Camp de Néhou où le général Patton prépara l'opération Cobra.
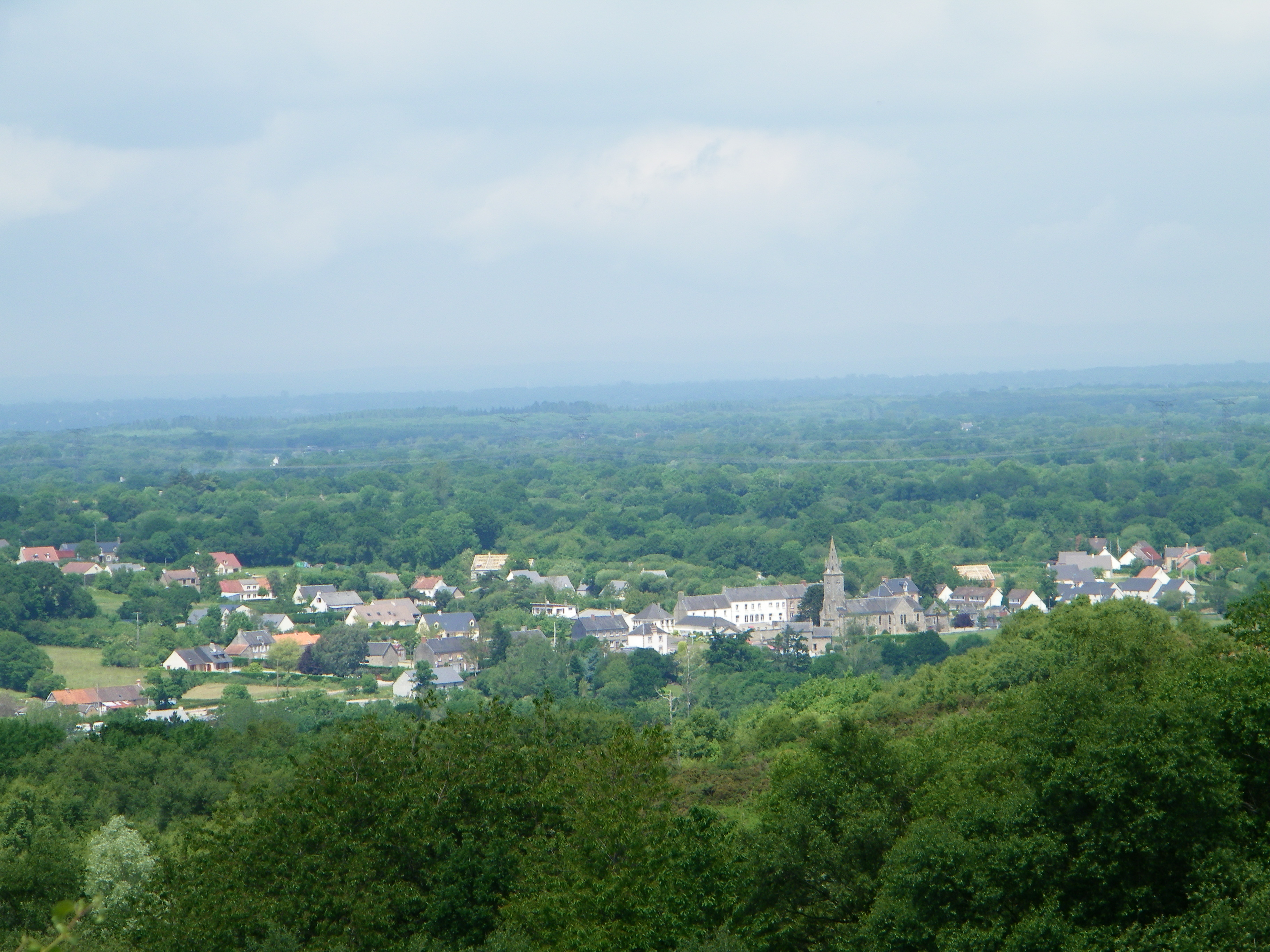
Le bourg de Lithaire au pied du Mont Castre.